# Équipe de Tunisie de football en 1983
L'équipe de Tunisie de football, après avoir bien entamé l'année 1982 avec une qualification au premier tour des éliminatoires de la coupe d'Afrique des nations et de ceux des Jeux olympiques de 1984, est éliminée au second tour de la coupe d'Afrique des nations et l'ambiance n'est pas saine aux Jeux méditerranéens de 1983 organisés à Casablanca.
Le ministre de la Jeunesse et des Sports, Mohamed Kraïem, prend donc des décisions sévères et jugées injustes par les joueurs, en gelant les activités de l'équipe, gel qui va durer de septembre 1983 à août 1984, engendrant un forfait pour le second tour des qualifications aux Jeux olympiques. Il écarte définitivement Tarak Dhiab, Hédi Bayari et Saber El Ghoul ; seul le premier est réhabilité cinq ans plus tard, lorsque le véto de Kraïem n'a plus cours, alors que les deux autres ont raccroché entretemps. Sans cette sanction, Bayari aurait inscrit davantage de buts et Dhiab aurait atteint un nombre de sélections appréciable au niveau international.

## Matchs

### Rencontres internationales
| Date              | Stade                                | Adversaire         | Score | Comp | Buteurs tunisiens                                          |
| 1er février 1983  | La Valette, Malte                    | Malte              | 2-1   | A    | El Fahem, Dhiab                                            |
| 6 février 1983    | Sfax, Tunisie                        | Allemagne de l'Est | 1-0   | A    | Hsoumi 63e                                                 |
| 10 février 1983   | Stade olympique d'El Menzah, Tunisie | Allemagne de l'Est | 0-2   | A    |                                                            |
| 23 mars 1983      | Sousse, Tunisie                      | Maroc              | 1-0   | A    | Bayari 10e                                                 |
| 10 avril 1983     | Stade olympique d'El Menzah, Tunisie | Rwanda             | 5-0   | QCAN | Dhiab 10e, Bayari 33e 46e, Hsoumi 83e, Gengwa 90 auto-goal |
| 17 avril 1983     | Stade olympique d'El Menzah, Tunisie | Gabon              | 3-0   | QJO  | A. Chebbi 44e, Dhiab 80e, Bayari 89e                       |
| 24 avril 1983     | Kigali, Rwanda                       | Rwanda             | 1-0   | QCAN | Cheriti 58e                                                |
| 1er mai 1983      | Libreville, Gabon                    | Gabon              | 1-1   | QJO  | Hergal 38e                                                 |
| 14 août 1983      | Le Caire, Égypte                     | Égypte             | 0-1   | QCAN |                                                            |
| 28 août 1983      | Stade olympique d'El Menzah, Tunisie | Égypte             | 0-0   | QCAN |                                                            |
| 9 septembre 1983  | El Jadida, Maroc                     | Turquie            | 1-3   | JMED | Rakbaoui 21e                                               |
| 11 septembre 1983 | El Jadida, Maroc                     | Algérie            | 3-2   | JMED | Hergal 10e, Rakbaoui 31e, S. Ben Messaoud 43e              |

### Matchs de préparation
| Date            | Stade                           | Adversaire                                    | Score | Comp | Buteurs tunisiens |
| 4 août 1983     | Aue, Allemagne de l'Est         | BSG Wismut Aue ( Allemagne de l'Est)          | 0-1   | A    |                   |
| 6 août 1983     | Weida, Allemagne de l'Est       | BSG Fortschritt Weida ( Allemagne de l'Est)   | 1-0   | A    | Bayari            |
| 8 août 1983     | Zwickau, Allemagne de l'Est     | BSG Sachsenring Zwickau ( Allemagne de l'Est) | 1-0   | A    | Hsoumi            |
| 29 juillet 1983 | Mladá Boleslav, Tchécoslovaquie | FK Mladá Boleslav ( Tchécoslovaquie)          | 1-2   | A    | Dhiab             |
| 1er août 1983   | Teplice, Tchécoslovaquie        | FK Teplice ( Tchécoslovaquie)                 | 0-5   | A    |                   |

## Sources
- Mohamed Kilani, « Équipe de Tunisie : les rencontres internationales », Guide-Foot 2010-2011, éd. Imprimerie des Champs-Élysées, Tunis, 2010
- Béchir et Abdessattar Latrech, 40 ans de foot en Tunisie, vol. 1, chapitres VII-IX, éd. Société graphique d'édition et de presse, Tunis, 1995, p. 99-176